# Kaukaski Rezerwat Biosfery

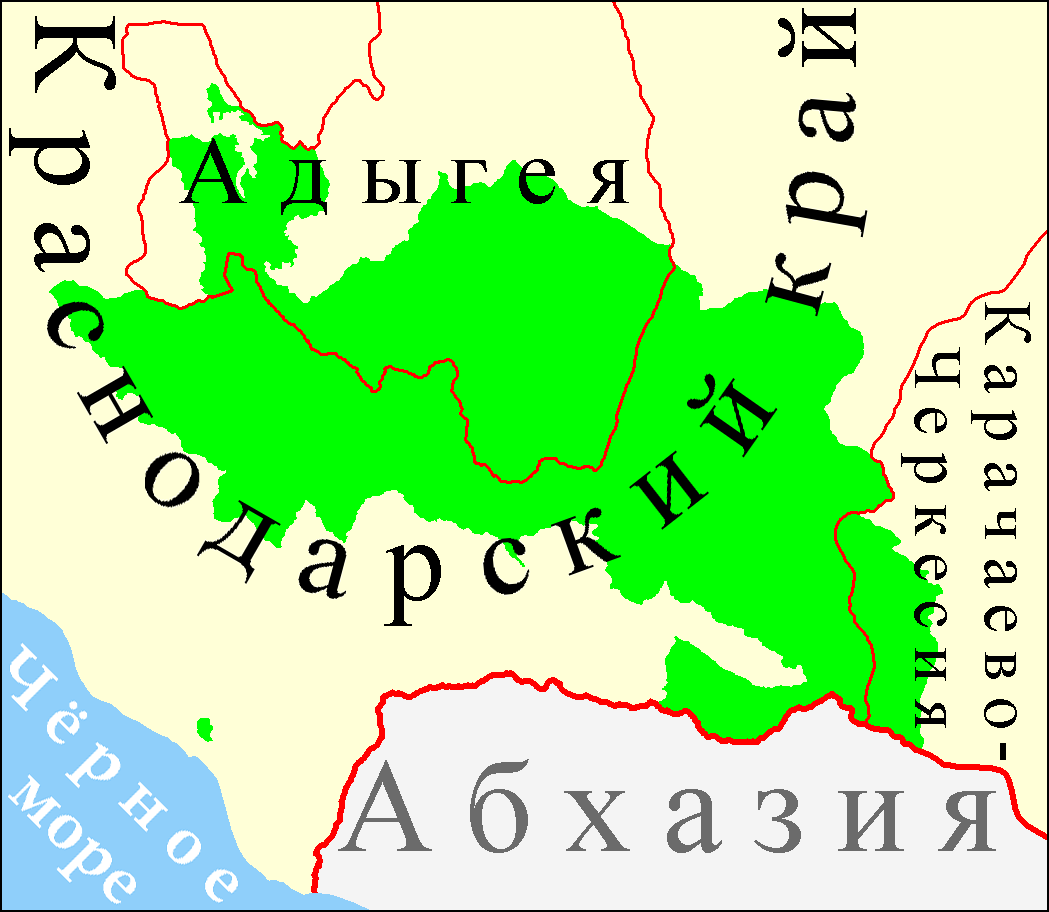
Terytorium Kaukaskiego Rezerwatu Biosfery

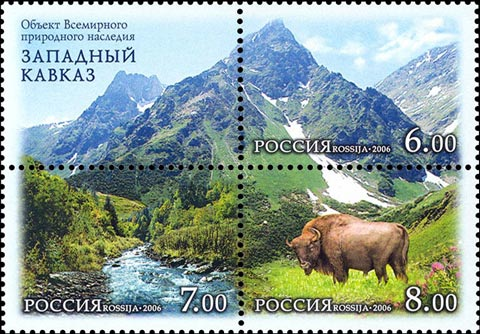
Kaukaski Rezerwat Biosfery – obiekt Światowego Dziedzictwa Przyrody na znaczkach pocztowych Rosji (2006)

Kaukaski Rezerwat Biosfery (ros. Кавказский государственный природный биосферный заповедник) – ścisły rezerwat przyrody (zapowiednik) położony w Rosji, w granicach Kraju Krasnodarskiego, Republiki Adygei i Republiki Karaczajo-Czerkiesji. Jest to najstarsze i największe pod względem powierzchni chronione terytorium naturalne w zachodniej części Kaukazu.
Rezerwat jest prawnym spadkobiercą Kaukaskiego Rezerwatu Żubrów utworzonego 12 maja 1924. Znajduje się na granicy umiarkowanej i podzwrotnikowej strefy klimatycznej. Całkowita powierzchnia rezerwatu wynosi ponad 280 tys. ha, z czego 177,3 tys. ha leży w Kraju Krasnodarskim.
19 lutego 1979 decyzją UNESCO Rezerwat Kaukaski otrzymał status rezerwatu biosfery, a w styczniu 2008 nadano mu imię Chritofora Gieorgijewicza Szaposznikowa.
W 1999 terytorium Kaukaskiego Rezerwatu Biosfery zostało włączone do listy światowego dziedzictwa. W 2009 roku został zakwalifikowany przez BirdLife International jako ostoja ptaków IBA. 

## Historia utworzenia

### Kubańskie myślistwo
W 1888 roku na zlecenie wielkich książąt Piotra Mikołajewicza i Jerzego Michajłowicza wydzierżawiono od Ministerstwa Własności Państwowych i Kubańskiego Okręgu Wojskowego około 80 tys. dziesięcin ziemi w rejonie Głównego Grzbietu Kaukaskiego. Z Radą Kubańską zawarto w lutym 1888 porozumienie o wyłącznym prawie polowanie na tych terenach dla wielkich książąt. Terytoria te stały się znane jako Wielkoksiążęce Myślistwo Kubańskie.
Po kilku latach książęta zaprzestali wyjazdów na Kubań, a potem w 1892 roku sprzedali prawo do polowania wielkiemu księciu Sergiuszowi Michajłowiczowi, który zajął się aktywnym rozwojem terytorium.

### Rezerwat żubrów
W 1906 roku kończący się termin dzierżawy na kubańskim terytorium łowieckim został przedłużony jeszcze na trzy lata, po zakończeniu których ziemie te miały zostać rozdzielone między stanice kozactwa kubańskiego. W 1909 roku Christofor G. Szaposznikow pracujący jako leśniczy leśnictwa biełorieczenskiego Wojska Kubańskiego wysłał pismo do Rosyjskiej Akademii Nauk z uzasadnieniem konieczności ochrony dzierżawionego od Wojska Kubańskiego terytorium. Głównym powodem utworzenia rezerwatu była ochrona wymierającego żubra kaukaskiego. W piśmie zostały także określone granice rezerwatu. Na podstawie tego pisma N. Nanosow stworzył raport, a Akademia utworzyła komisję. Jako leśniczy wojskowy Szaposznikow uczestniczył w jej pracach przy organizacji rezerwatu. Projekt nie rozwinął się jednak w pełni ze względu na problemy z podziałem ziemi między kozakami kubańskimi.
Następne próby utworzenia rezerwatu podjęto w 1913 roku i 1916 roku. W końcu, w 1919 roku przyjęto pozytywną decyzję.
Po nastaniu w regionie władzy sowieckiej kwestię rezerwatu przyszło rozwiązywać od nowa. Państwowy Kaukaski Rezerwat Żubrów ustanowiono dopiero 12 maja 1924 roku.

## Fauna

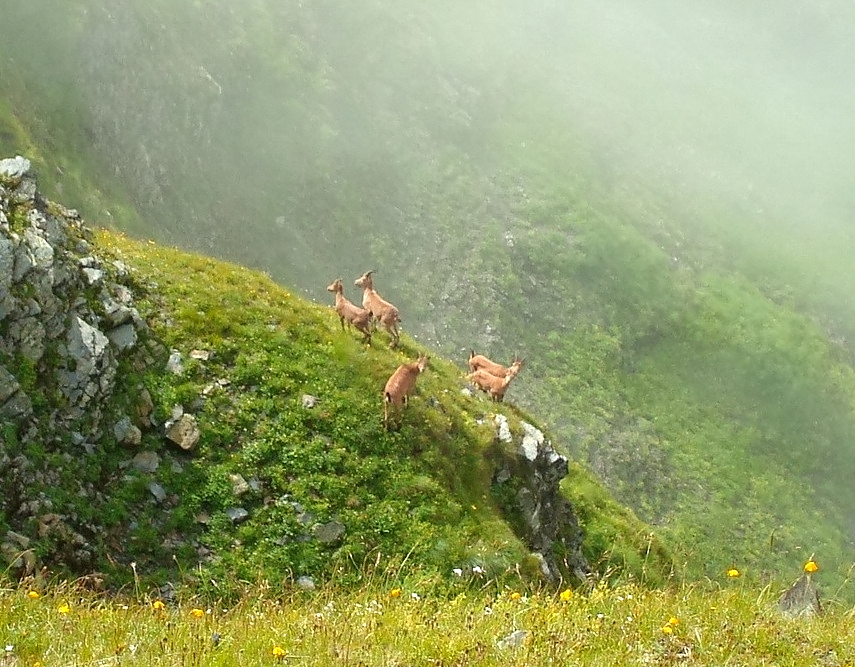
Stado górskich koziorożców na zboczach Psieaszcho

W rezerwacie występuje 89 gatunków ssaków, 248 ptaków, w tym 112 gniazdujących, 15 gatunków gadów, 9 płazów, 21 ryb, 1 kręgoustych, ponad 100 gatunków mięczaków i około 10 000 gatunków owadów. Dokładna liczba robaków, skorupiaków, pajęczaków i licznych innych grup bezkręgowców jest niewyjaśniona.
Występowanie gatunków ssaków w rezerwacie według rodzin przedstawia się następująco:
- jeżowate 1
- kretowate 2
- ryjówkowate 6
- podkowcowate 3
- mroczkowate 20
- zającowate 1
- wiewiórkowate 1
- popielicowate 2
- skoczkowate 3
- chomikowate 8
- myszowate 8
- psowate 4
- niedźwiedziowate 1
- szopowate 1
- łasicowate 8
- kotowate 3
- świniowate 1
- jeleniowate 2
- krętorogie 3

Bezsprzecznie, najbardziej wrażliwym ogniwem naturalnych ekosystemów są duże ssaki. W rezerwacie są to żubrobizon, jeleń szlachetny, niedźwiedź brunatny, koziorożec kaukaski, kozica, ryś, sarna i dzik. Jednak cały szereg mniejszych gatunków zwierząt także potrzebuje ścisłej ochrony i szczegółowych badań, w tym borsuk, norka kaukaska, wydra itd.
Wśród ptaków przeważają przedstawiciele rzędu wróblowych i sokołowych. Najliczniejszymi grupami herpetofauny są jaszczurki i węże, ryb – karpiokształtne.
Nad rezerwatem prowadzą znaczące szlaki migracyjne ptaków, najbardziej widowiskowy jest przelot myszołowów, zbierających się w duże rójki.
Liczne zwierzęta rezerwatu mają ograniczony zasięg występowania (endemity), albo są żywymi świadectwami przeszłych epok geologicznych (relikty). Szczególnie dużo z nich jest bezkręgowców, a także ryb, płazów i gadów.
W chronionych uroczyskach znalazły ostatnią przystań ginące gatunki naszej planety. Z bezkręgowców rezerwatu do Czerwonej Księgi Międzynarodowej Unii Ochrony Przyrody wpisano 8 gatunków, do Czerwonej Księgi Federacji Rosyjskiej – 25 gatunków. A razem z bezkręgowcami do państwowych i regionalnych czerwonych ksiąg wpisano 71 gatunków.
Świat zwierząt w rezerwacie ma zróżnicowane pochodzenie. Tu spotykają się przedstawiciele faun śródziemnomorskich i kaukaskich, kolchidzkich i europejskich. Gatunki endemiczne i reliktowe spotykają się we wszystkich wysokich partiach gór.
W rezerwacie jest zachodnia granica występowania wielu wysokogórskich kaukaskich i leśnych gatunków zwierząt.

## Flora

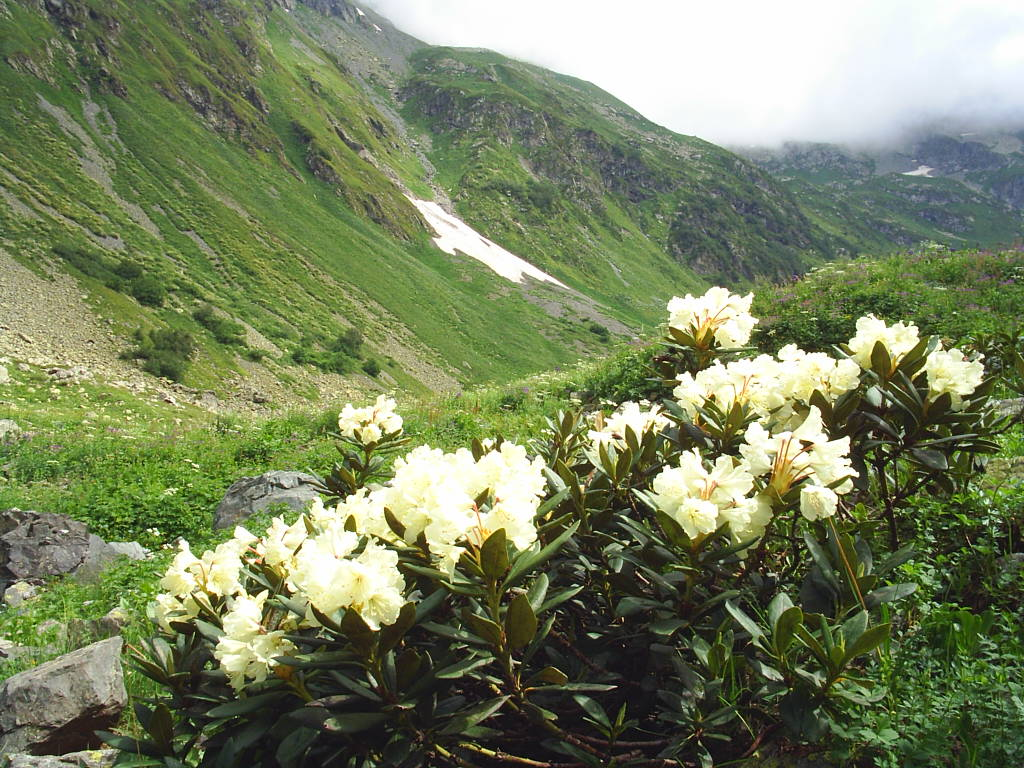
Kwitnący rododendron, dolina rzeki Wierchniaja Mzymta, wschodnia część rezerwatu

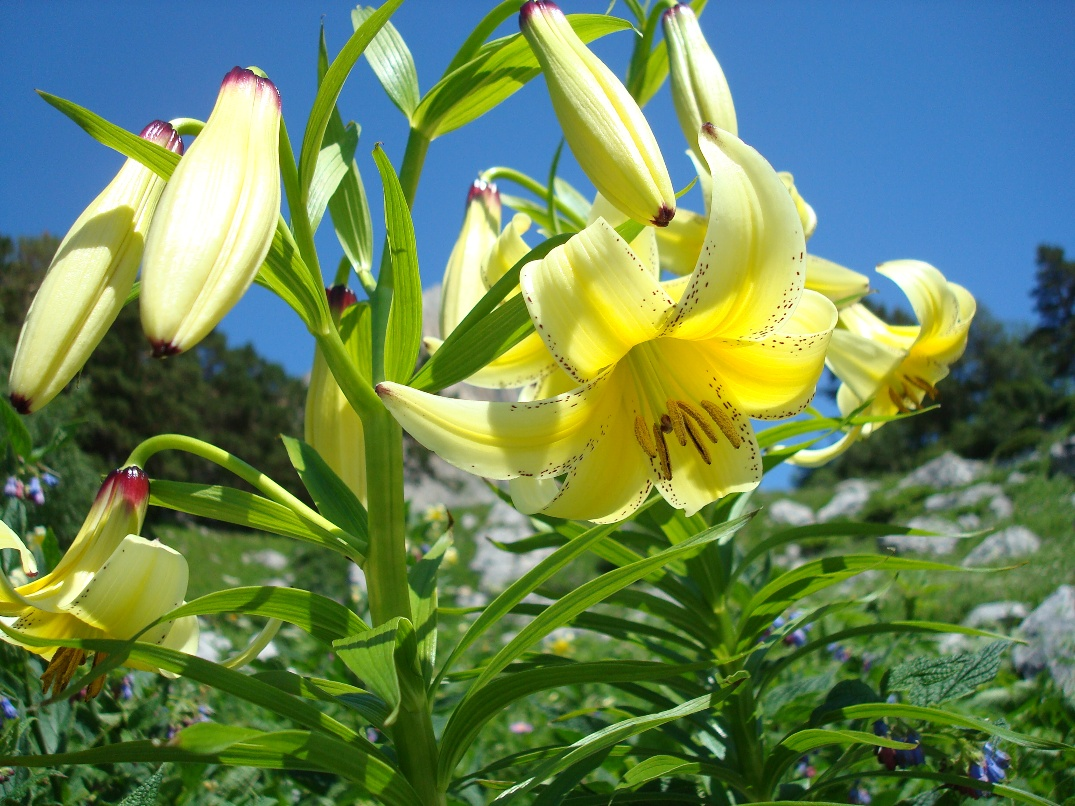
Lilia kaukaska, zachodnia część rezerwatu

We florze rezerwatu zarejestrowano 900 gatunków roślin naczyniowych, dużo starych kaukaskich endemitów. W rezerwacie stwierdzono ponad 720 gatunków grzybów.
Przeważającymi rodzinami są astrowate (223 gatunki), wiechlinowate (114), bobowate (82). Flora leśna zawiera ponad 900 gatunków, część których spotyka się także w partii hal. Ogólna liczba roślin wysokogórskich wynosi ponad 800 gatunków. Jest 165 gatunków drzewa i krzewów, w tym 142 gubiące liście, 16 wiecznie zielonych drzew liściastych i 7 iglastych.
Dla flory rezerwatu charakterystyczne jest występowanie gatunków starych i mających ograniczony zasięg. Co piąty gatunek rezerwatu jest endemitem lub reliktem.
Osobliwości florze rezerwatu dodają paprotniki (około 40 gatunków), storczykowate (ponad 30 gatunków), gatunki wiecznie zielone i zimozielone, wiele roślin ozdobnych. Rośnie tu np. różanecznik kaukaski i żółty.
Praktycznie w całym rezerwacie spotyka się pojedyncze drzewa i niewielkie grupy cisu pospolitego. To stare, wiecznie zielone drzewo iglaste potrafi dożywać do 2-2,5 tys. lat, a tacy patriarchowie nie są rzadkością w chostińskim oddziale rezerwatu – Gaju Cisowo-Bukszpanowym w Soczi.
Większa część terytorium rezerwatu pokryta jest roślinnością leśną i tylko w wysokich górach są piętra subalpejskie i alpejskie. Do Czerwonej Księgi Rosji wpisano 55 gatunków roślin, jakie rosną na obszarze Kaukaskiego Rezerwatu Biosfery.

## Położenie fizycznogeograficzne

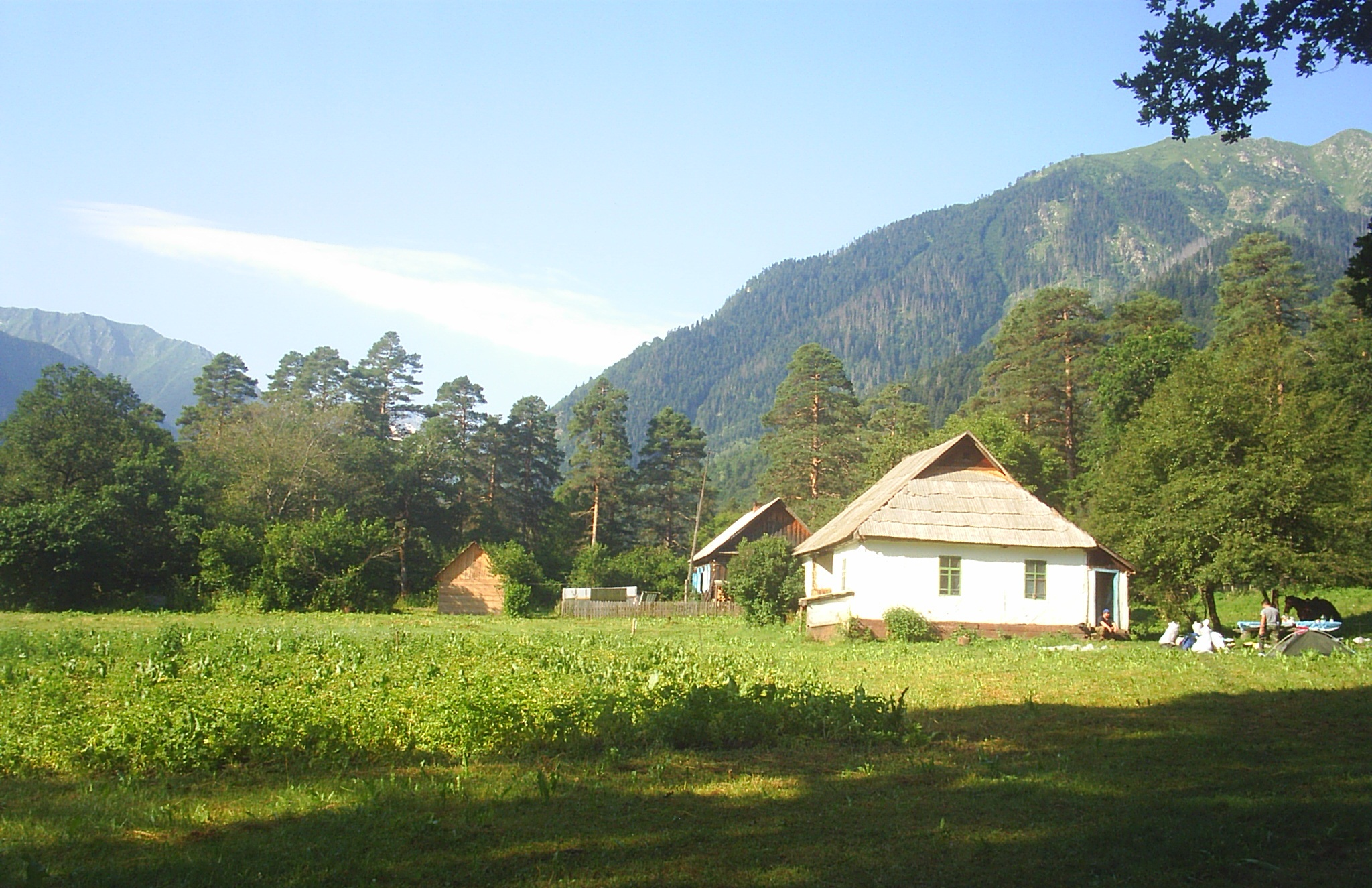
Umpyr w centrum rezerwatu

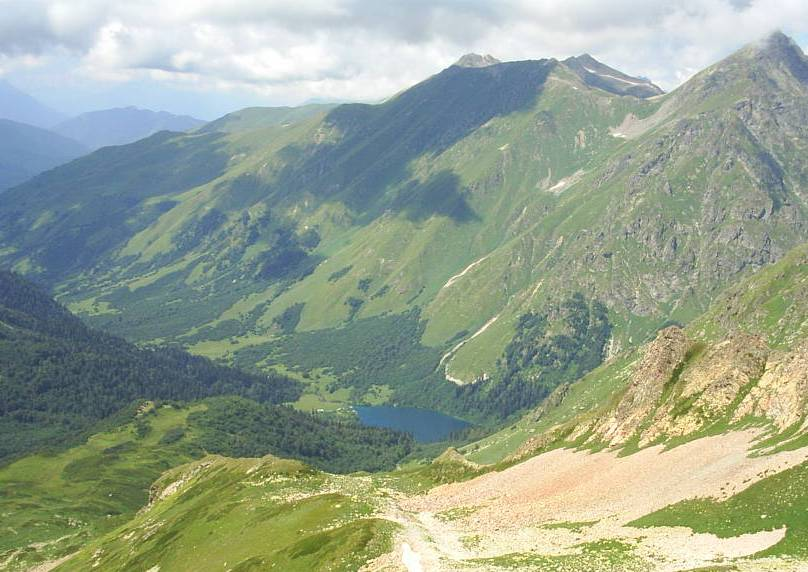
Jezioro Kardywacz, wschodnia część rezerwatu

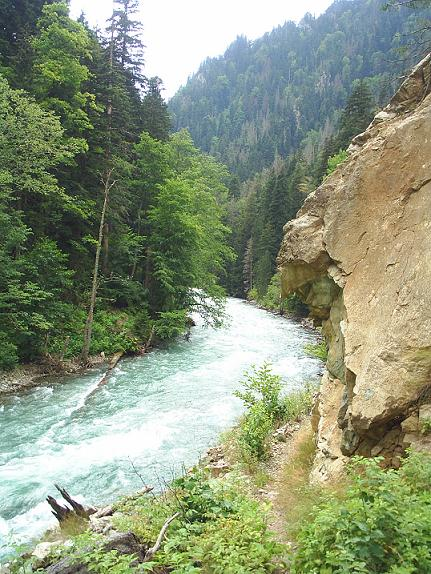
Rzeka Cachwoa, centralna część rezerwatu

Kaukaski Rezerwat Biosfery położony jest na północnych i południowych zboczach Kaukazu zachodniego między współrzędnymi 44 – 44,5° N i 40 – 41° E.
Formalnie rezerwatem teren ten został ogłoszony 12 maja 1924, ale historia ochrony unikalnego kompleksu przyrodniczego zaczęła się znacznie wcześniej, od momentu organizacji w 1888 Wielkoksiążęcego „Myślistwa Kubańskiego”.
Będąc największym terytorium chronionym Przesmyku Kaukaskiego i drugim pod względem wielkości w Europie, rezerwat zajmuje ziemie Kraju Krasnodarskiego, Adygei i Karaczajo-Czerkiesji w Rosji, przylega do granicy z Abchazją / Gruzją. W oderwaniu od głównego terytorium, w rejonie chostinskim Soczi położony jest chostiński oddział rezerwatu, gaj cisowo-bukszpanowy o powierzchni 302 ha. Ogólna powierzchnia rezerwatu wynosi 280 335 ha. Jest on otoczony strefą ochronną, licznymi zakaznikami (terenami o mniejszym stopniu ochrony) i pomnikami przyrody, a do jego południowej granicy przylega Park Narodowy Soczinskij.
Terytorium rezerwatu umownie podzielono na 6 obszarów ochrony: zachodni, północny, południowy, chostiński, wschodni i południowo-wschodni. Zarząd rezerwatu znajduje się w Soczi (Adler), a w stolicy Adygei – Majkopie znajduje się Adygejska Filia Naukowa rezerwatu. W personelu rezerwatu jest ponad 100 osób, strukturalnie podzielonych na oddziały naukowy, ochronny i ekologiczno-edukacyjny.
Kaukaski Rezerwat Biosfery to najbogatszy skarbiec bioróżnorodności, niemający odpowiedników w Rosji. Ma międzynarodowe znaczenie, jako część nietkniętej przyrody, który zachował pierwotne krajobrazy z unikalną fauną i florą. Nie przez przypadek w 1979 otrzymał status rezerwatu biosfery i wszedł w skład międzynarodowej sieci rezerwatów biosfery, a w grudniu 1999 został wpisany na Listę UNESCO (Certyfikat o wpisaniu na listę Światowego Dziedzictwa Przyrody). W warunkach wzrastającego planetarnego nacisku na przyrodę rola Kaukaskiego Rezerwatu Biosfery będzie wzrastać, a jednym z głównych znaczeń tego szczególnie chronionego terytorium w przyszłości jest powstrzymywanie negatywnych zjawisk, związanych ze wzmocnieniem wpływu ludzkiego. Bezsprzecznie, tylko Kaukaski Rezerwat Biosfery może także w przyszłości stać się koordynatorem w dziedzinie ochrony przyrody i zachowania naturalnej bioróżnorodności w regionie kaukaskim. Jest laboratorium na otwartym powietrzu, gdzie prowadzi się unikalne badania naukowe i monitoring środowiskowy okolicznej przyrody.
Sam fakt istnienia Kaukaskiego Rezerwatu Biosfery promuje normalne funkcjonowanie największego i uznawanego na najlepszy kurortu Rosji, Soczi. Leśne masywy rezerwatu to płuca kurortu, dające uzdrawiające górskie powietrze, a czyste górskie rzeki, źródła których znajdują się na chronionym terytorium to podstawa zaopatrzenia w wodę nie tylko Soczi, ale i wielu miejscowości Kraju Krasnodarskiego, Adygei i Karaczajo-Czerkiesji.
Terytorium rezerwatu to grupa górskich i wysokogórskich ekosystemów (wysokość bezwzględna od 640 m do 3346 m) Kaukazu zachodniego. Podstawą ukształtowania terenu jest Główny Grzbiet Kaukaski, ciągnący się z północnego zachodu na południowy wschód. Grzbiet jest ogólnie asymetryczny, z długimi, łagodnymi zboczami północnymi i krótkimi, stromymi południowymi.